# Zodarion aurorae
Zodarion aurorae là một loài nhện trong họ Zodariidae.
Loài này thuộc chi Zodarion. Zodarion aurorae được Weiss miêu tả năm 1982.